# Олеифичо Бразини (Римини)
Олеифичо Бразини је насеље у Италији у округу Римини, региону Емилија-Ромања.
Према процени из 2011. у насељу је живело 35 становника. Насеље се налази на надморској висини од 41 м.